# مستشفى ملحس
مستشفى ملحس هو أول مستشفى خاص أردني في الأردن، أسسه الطبيب قاسم ملحس في 14 مايو 1945. يقع المستشفى في شارع قاسم ملحس بجوار الدوار الأول في حي جبل عمان، ولعب دور محوري في تقديم الخدمات الصحية.

## التأسيس
الدكتور قاسم عبد الرحيم ملحس (1904 - مايو 1985) طبيب فلسطيني رائد وناشط إنساني. بالإضافة إلى تأسيس مستشفى ملحس، لعب الدكتور ملحس أيضًا دورًا رئيسيًا في تأسيس جمعية الأطباء الأردنية عام 1952، وشغل منصب الرئيس الثاني لنادي الفيصلي الأردني (1935-1953).

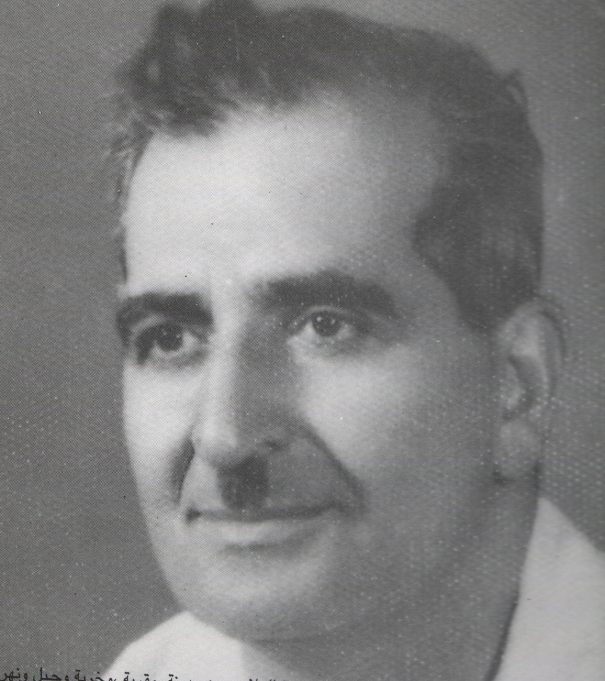
الدكتور قاسم ملحس مؤسس مستشفى ملحس

## تاريخ المشفى

### إنشاء مستشفى ملحس
تم تأسيس مستشفى ملحس في 14 مايو 1945 على يد الدكتور قاسم ملحس، وذلك في فترة كانت فيها البنية التحتية الطبية في الأردن لا تزال في مراحل تطورها الأولى. آنذاك، كانت العاصمة عمان تضم سبعة مستشفيات فقط، وهي: مستشفى الأمراض السارية، المستشفى الجراحي، المستشفى العيني، مستشفى السجن المركزي، المستشفى الإيطالي، مستشفى الدكتور قاسم ملحس، ومستشفى الدكتور بطرس أبو سبع.
نظرًا لحدود مرافق الرعاية الصحية القائمة في الأردن وافتقارها إلى المعدات الطبية الكافية، قرر الدكتور ملحس تأسيس مستشفى ملحس كأول مستشفى خاص يخدم الأردنيين مباشرة، متحديًا سيطرة المؤسسات الأجنبية. لضمان جودة التجهيزات، قام الدكتور ملحس بجلب المعدات الطبية الأساسية من فلسطين المجاورة.
افتُتح مستشفى ملحس بسعة 35 سريرًا، ليصبح معلماً بارزاً في تاريخ الطب الأردني. جسدت هذه الخطوة قدرة الأردن في مجال الرعاية الصحية، وعكست استقلاله الناشئ، وأسست لنمو القطاع الطبي الخاص، مما ساهم في تطوير الرعاية الصحية بالبلاد.

## إعادة التطوير
موّل الدكتور قاسم ملحس مستشفى ملحس لأكثر من 50 عام منذ تأسيسه عام 1945 دون الاعتماد على دعم خارجي. ومع توسع المستشفى وزيادة الضغوط المالية، اضطر لطلب قروض كبيرة من البنوك الأردنية، مما أدى في النهاية إلى انتقال ملكية المستشفى للبنوك، التي عرضته للبيع في عام 2004.
بعد وفاة الدكتور قاسم ملحس في عام 1985، واجهت المستشفى ديون متزايدة، مما أدى إلى فترة من عدم اليقين. وقد تميزت هذه الفترة بالخلافات بين ورثة الدكتور ملحس وأمانة عمان الكبرى والنقابات المهنية الأخرى فيما يتعلق بوضع المستشفى.

### انتقال الملكية
عام 2004 استحوذت ثلاث نقابات على العقار في مزاد علني مع خطط لمتابعة مشاريع تجارية مثل إنشاء مركز تسوق أو فندق. ومع ذلك، فإن الترخيص الأصلي للمستشفى كان يقتصر بشكل صارم على استخدامه للخدمات الصحية، مما جعل إعادة التطوير التجاري غير ممكن. وبسبب هذه العوائق التنظيمية، تم طرح العقار للبيع مرة أخرى، وفي عام 2011 تم شراؤه بالكامل من قبل نقابة المحامين الأردنيين.

## روابط خارجية
- مستشفى ملحس على خريطة الشارع المفتوحة